# Жолнаи
Жолнаи (мађ. Zsolnay), пун назив Zsolnay Porcelánmanufaktúra Zrt (Жолнаи производња порцелана) је мађарска фабрика, основана 1853. Фабрика је специјализована за производњу керамике, порцелана и опекарских производа.

## Историја
Фабрику Жолнаи основао је Миклош Жолнаи (мађ. Miklós Zsolnay) (1800—1880) у граду Печују, у Мађарској, 1853. године.
Миклош Жолнаи био је трговац. Основао је фабрику за свог сина Игњаца (мађ. Ignac Zsolnay), који је желео да унапреди мађарску привреду. Фабрика се бавила производњом керамике и уметничких предмета од глине. Била је то мала радионица са свега неколико радника. 1863. године, радионица је била на рубу банкрота. Тада се у посао укључује Вилмош Жолнаи (мађ. Vilmos Zsolnay) (1828—1900), други Миклошев син, првобитно као менаџер, а после неколико година постављен је на место директора.
Својим иновативним производима учинио је фабрику познатом у читавом свету. Славу је постигао излажући на међународним изложбама, укључујући Светску изложбу у Бечу 1873, а затим и Светску изложбу у Паризу, на којој је освојио Гранд При.
1893. године, Жолнаи започиње производњу предмета од порцелана.
Након Вилмошеве смрти 1900. фабрику је преузео његов син, Миклош Жолнаи (мађ. Miklós Zsolnay).
Керамика Жолнаи отпорна на временске услове, коришћена је за украшавање зграда, поготово у периоду арт нувоа. До 1914. године, фабрика Жолнаи постала је највећа у Аусторугарској. Током Првог светског рата, производња је заустављена и у потпуности преусмерена за потребе војске. Производила се, у то време преко потребна, електрична изолација. Након рата, фабрика се нашла у проблему, изгубивши тржиште. Ипак, након депресије, стање у фабрици се поправило.
Током Другог светског рата, бомбардован је део производње у Будимпешти. Под комунистичком влашћу, фабрика је национализована, а назив Жолнаи преименован је у Печујска фабрика порцелана. Ипак, 1982. године, са повратком тржишне економије, компанија је вратила своју независност, реорганизована је, а име Жолнаи враћено је фабрици.

## Производни асортиман

### Жолнаи порцелан
Инспирисан кинеским порцеланом, Вилмош Жолнаи је уложио много година рада трагајући за новим материјалима и експериментишући са глазурама. Развио је нову, финију глазуру и нов начин декорисања, јединствен у свету. За ово достигнуће, Вилмош Жолнаи одликован је Националним орденом легије части.

### Еосин
Еосин је такође развио Вилмош Жолнаи. Назив потиче од грчке речи еос (светлост зоре). У развијању еосина поред Вилмоша Жолнаија, учествовали су и Лајош Петрик (Petrik Lajos) и Винс Варта (Wartha Vince). Сам процес којим се добија живописна и веома отпорна глазура чува се као тајна ове фабрике. Ово откриће омогућило је производњу декоративних орнаментисаних елемената у разним величинама. Еосин је патентиран 1893. године, у време када је покрет арт нуво био у успону. Ово поклапање резултирало је великим бројем уметничких дела које су користиле еосин.

### Пирогранит
Пирогранит је заједничко име свих керамика које се користе за спољну употребу у овој фабрици. Керамика се пече на веома високој температури, а гранит јој даје стабилност и отпорност. Производња пирогранита почела је такође у последњој деценији 19. века.

## Најпознатије зграде украшене Жолнаи керамиком
Многи архитекти користили су Жолнаи керамику за декорисање зграда, поготово у периоду мађарске сецесије. Међу њима свакако су најпознатији Еден Лехнер, Ђула Партош, Бела Лајта, Шаму Печ. Скоро 1000 грађевина у Европи има декорацију пирогранит керамике, патентирану у овој фабрици 1890. године. Пирогранит керамика отпорна је на временске услове, а поједине зграде декорисане Жолнаи пирогранит керамиком старе су преко једног века. У Будимпешти, најпознатије зграде обложене Жолнаи керамиком су Зграда мађарског парламента, Музеј примењених уметности и Геолошки институт. Жолнаи керамика краси и зграде у Србији, попут Рајхлове палате у Суботици, Градске куће у Суботици, Цркве имена Маријиног у Новом Саду и хотела Москва у Београду.

## Жолнаи и Суботица
Град Суботица дуго година је био један од највећих наручилаца елемената Жолнаи керамике. Поред Рајхлове палате и Градске куће, у Суботици се налазе и две фонтане - плава и зелена, наравно са печатом фабрике Жолнаи. Парк Палићког језера красе и две плаве вазе, поклон Вилмошевог сина Миклоша граду Суботици. Ове вазе Миклош је поклонио као знак захвалности за велике поруџбине које су стизале из Суботице. Вазе су дизајниране и произведене за уређење парка у Бечу и поред шест произведених за ову намену, направљено је свега још неколико. Током 20. века, вазе на Палићу су оштећене, али су рестауриране, док су вазе у Бечу уништене.
- Музеј примењених уметности, Будимпешта
- Музеј примењених уметности, Будимпешта
- Матијасова црква, Будимпешта
- Геолошки институт, Будимпешта
- Детаљ са крова зграде Мађарског парламента
- Зграда хотела Москва у Београду
- Плава ваза, Палић
- Каљава пећ, Владичански двор, Вршац